# Groesbeck, Texas
Groesbeck este sediul comitatului Limestone din statul Texas, SUA. Orașul se află la altitudinea de 146 m, se întinde pe o suprafață de 9,8 km2, din care 9,7 km2 este uscat. În anul 2000 avea o populație de 4.291 locuitori.